# Ultner Urlärchen

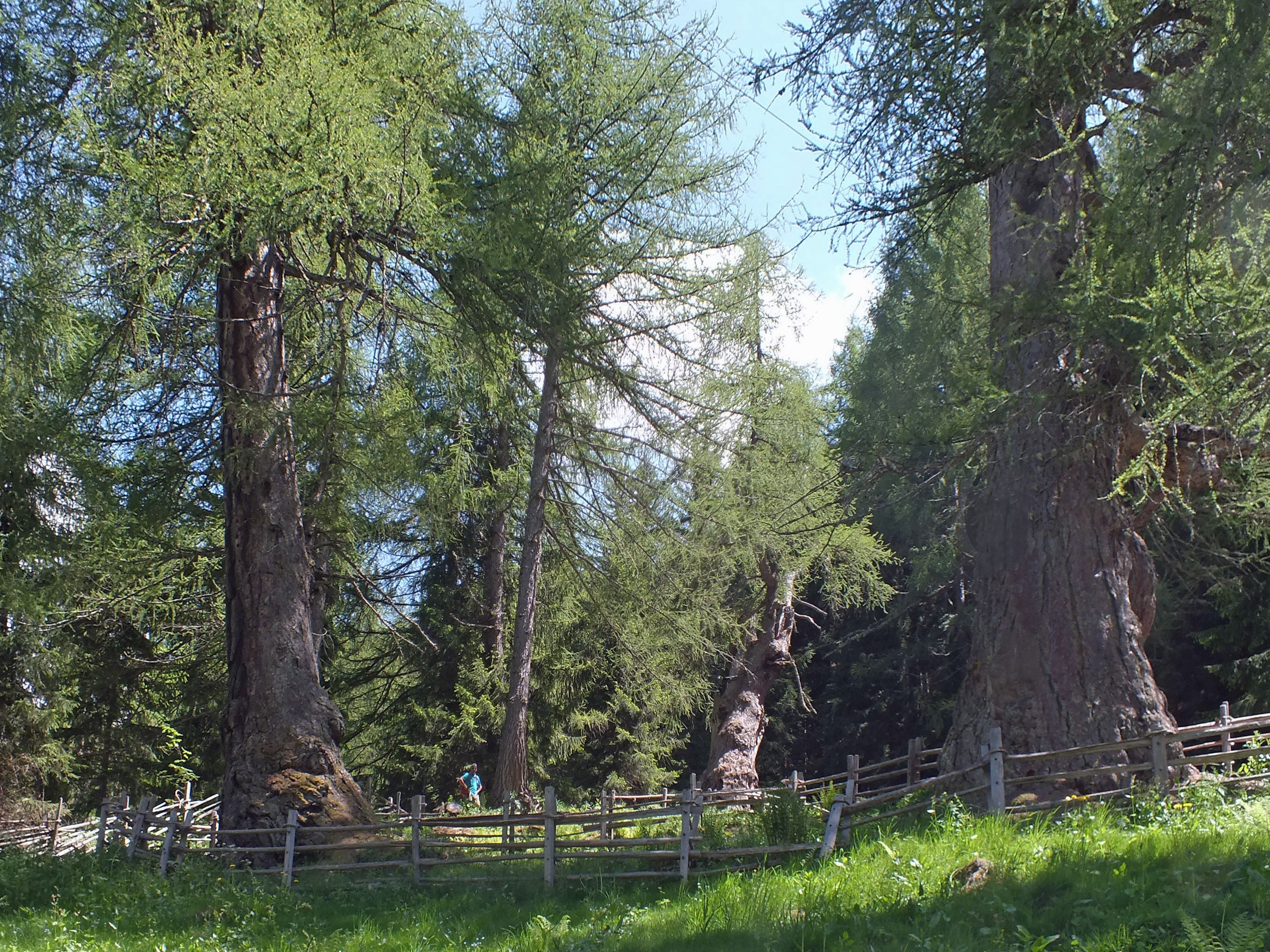
Die Ultner Urlärchen

Die Ultner Urlärchen sind drei Europäische Lärchen, die bei St. Gertraud im Südtiroler Ultental stehen. Bekannt sind sie wegen ihres hohen Alters, das auf 850 Jahre geschätzt wird.

## Lage
Die Urlärchen befinden sich etwas östlich vom Dorfzentrum von St. Gertraud an der Schattenseite des inneren Ultentals. Sie sind Teil eines Schutzwalds im Bereich der Außerlahn-Höfe und stellen die letzten Reste einer ursprünglich größeren Gruppe monumentaler Lärchen dar, von der im 19. und frühen 20. Jahrhundert etwa ein halbes Dutzend Naturereignissen oder Schlägerungen zum Opfer fiel. Die Urlärchen stehen auf etwa 1430 m Höhe am Übergang von Wald- zu Wiesengelände.

## Alter

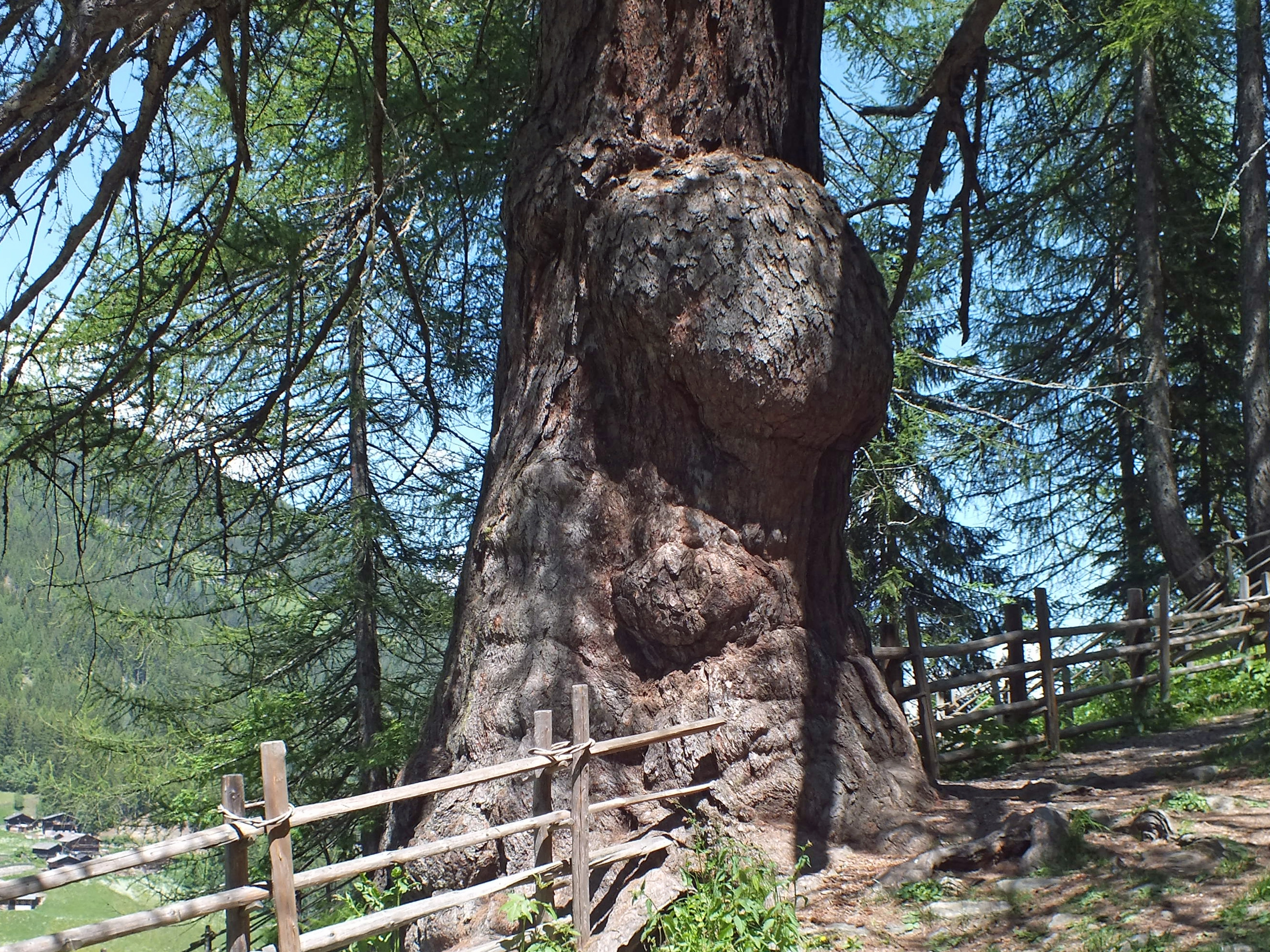
Wucherung am Stamm einer Urlärche

1930 riss ein Sturm ein Exemplar der Lärchengruppe um. Bei anschließenden Untersuchungen durch Ultner Bürger wurden nach Angaben des damaligen Gemeindearztes Dr. Pardeller ein Stammumfang von 7,8 m gemessen und 2200 Jahresringe gezählt. Daher wurden lange Zeit auch den drei noch stehenden Lärchen ein derart hohes Alter zugeschrieben.
Im Rahmen einer 2004 angenommenen Diplomarbeit versuchte sich Birgit Lösch von der Universität Innsbruck erstmals an einer wissenschaftlichen Altersbestimmung. Da Stammfäule das Auszählen von Jahresringen verhinderte, musste das Baumalter durch Anwendung verschiedener Berechnungsverfahren zur Abschätzung der fehlenden Jahrringanzahl näherungsweise bestimmt werden. Die Untersuchungsergebnisse machten ein Alter von etwa 850 Jahren wahrscheinlich. Die drei Urlärchen müssten demnach ca. um das Jahr 1150 gekeimt haben.

## Beschreibung

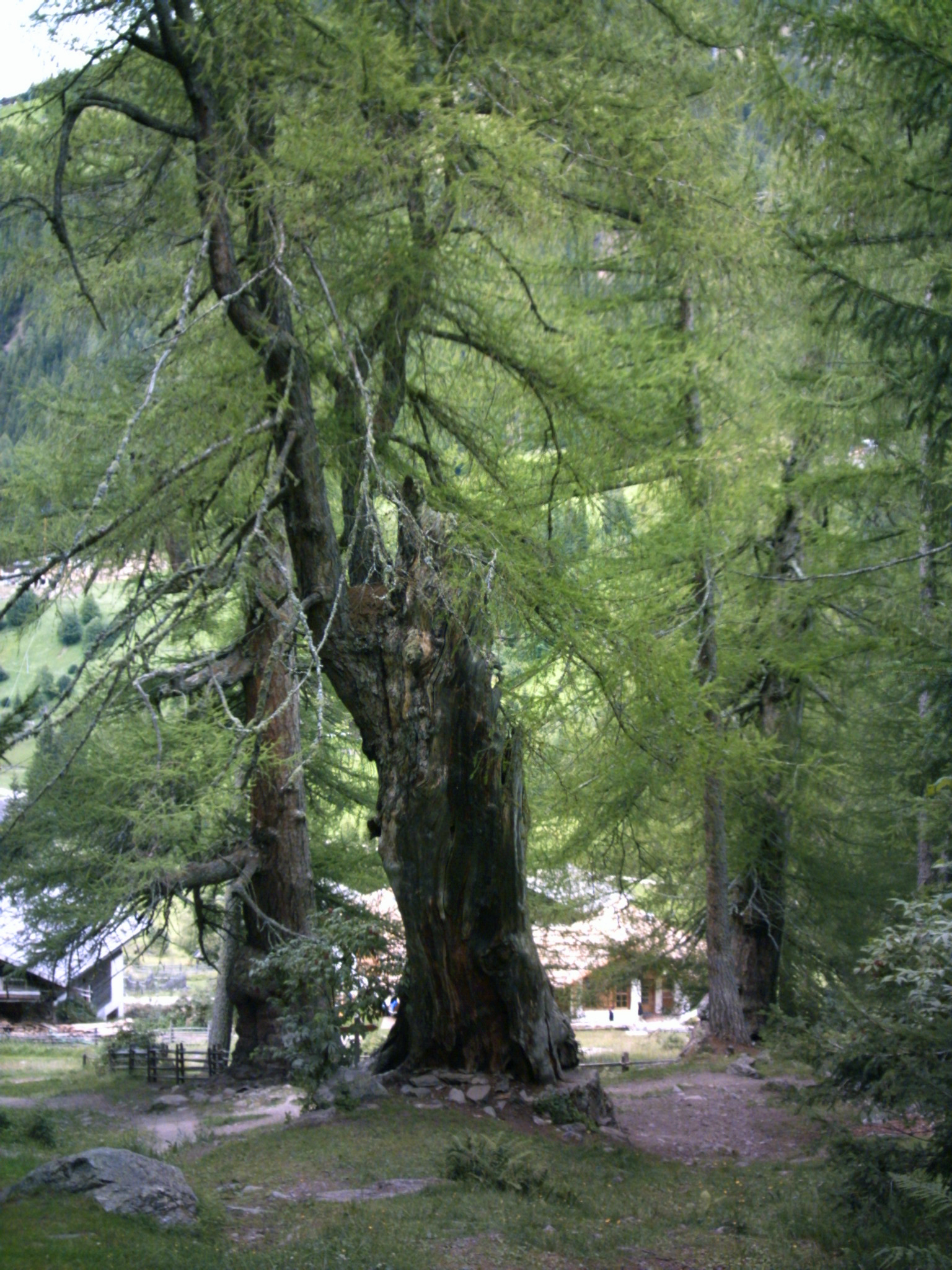
Lärche mit geborstenem Stamm

Die drei Lärchen sind am Berghang etwa in einem Dreieck angeordnet. Die (von unten gesehen untere linke) höchste Lärche ist 36,5 m hoch, hat einen Stammumfang von 7 m und einen durch Blitzeinschlag abgedorrten Wipfel. Die (untere rechte) mit 8,34 m Stammumfang dickste Lärche ist mit 34,5 m nahezu gleich hoch und hat ebenfalls ihren Wipfel verloren. Sie weist am Stamm eine große Wucherung auf. Die dritte (obere) Lärche verfügt über eine große Stammhöhle und ist auf 6 m Höhe geborsten; seither übernahm ein Seitenast die Rolle des Leittriebs, der auf eine Höhe von 22,5 m angewachsen ist.

## Mensch und Lärchen
Die Lärchen waren ursprünglich im Volksmund als Fledermauslarch bekannt, da ihre Baumhöhlen von Fledermäusen bewohnt waren. Die Bezeichnung Urlärchen ist jüngeren Datums. 1979 wurden die Bäume als Naturdenkmäler ausgewiesen und in der Folge durch Stahlseile und Unterfassungen stabilisiert. 2002 wurde zum Schutz der Lärchen das direkte Umfeld durch Wege und Zäune neu gestaltet.